# ملعب ألغارفي
ملعب ألغارفي (بالبرتغالية: Estádio Algarve‏) هو ملعب كرة قدم يقع في فارو، البرتغال، افتتح في 2004 و يتسع لـ 30,002 متفرج. وهو الملعب الرئيسي لنادي لوليتيانو ومنتخب جبل طارق لكرة القدم
استضاف الملعب منافسات كأس الأمم الأوروبية لكرة القدم 2004 و منافسات رالي البرتغال 2007.